# Penelopina nigra
La penelopina nera, guan dalle alture, penelope sopracciliare, o sciacupenba (Penelopina nigra (Fraser, 1852)), unica specie del genere Penelopina Reichenbach, 1861, è un uccello galliforme della famiglia dei Cracidi diffuso dal Messico meridionale al Nicaragua.

## Descrizione

### Dimensioni
Misura circa 65 cm di lunghezza per un peso di 866-914 g.

### Aspetto
Questa specie presenta un dimorfismo sessuale evidente. Il piumaggio del maschio è nero brillante e presenta dei riflessi di colore blu scuro o verde su tutto il corpo, tranne che sul groppone e l'addome. La gola è nuda e presenta delle pieghe di carne flaccida di colore cremisi. L'iride è rosso-bordeaux, il becco, la macchia sulla gola, i tarsi e i piedi variano dal rosso-arancio al rosso-corallo. La zona di pelle nuda che circonda l'occhio è di colore rosso-brunastro scuro. La parte inferiore del sopracciglio è di colore più chiaro.
Nella femmina, delle barre rosse o castane si mescolano in modo complicato su uno sfondo nero o bruno-nerastro. Sul dorso, è possibile vedere su ogni piuma due o tre barre ondulate di colore castano chiaro, più sottili delle barre nere. Sulla coda i motivi sono invertiti: le barre nere sono meno visibili e le barre castane meno discrete. Ogni timoniera possiede una dozzina di barre nere e una dozzina di barre castane. L'estremità è nera, talvolta con qualche macchiolina castana. Anche le parti inferiori sono interamente ricoperte da barre, ma dai colori più chiari. I motivi decorativi sulla testa sono meno evidenti. Tuttavia, le piume del cappuccio hanno la parte centrale e le terminazioni color ruggine. La gola è ricoperta di piume e non presenta pieghe di carne flaccida. L'iride e le zampe sono bruno-rossastre. Il becco marrone opaco contrasta con la zona glabra intorno all'occhio, di colore scuro. La macchia sulla gola è rosa-salmone. Gli artigli sono leggermente più scuri delle dita dei piedi.
I maschi immaturi assomigliano alle femmine adulte, ma sono più scuri e presentano motivi decorativi del piumaggio più attenuati. Le timoniere tendono ad essere più macchiate che barrate di rosso. Le femmine immature sono simili alle madri, ma anch'esse presentano motivi più discreti. Nei giovani, una banda nera scende dalla sommità della testa, corre lungo la parte posteriore del collo e arriva sul dorso, dove è più larga e mescolata di marrone. Le copritrici alari e le timoniere tendono ad apparire più marroni. Il petto è più scuro, la gola più chiara.

### Voce
Il richiamo principale è un wheeeoooo distinto e crescente. Durante la parata nuziale, la penelopina emette uno strano suono che ricorda il rumore di un albero che cade: inizia con uno o due piccoli colpi secchi e poi prosegue con un suono scricchiolante e cigolante: questo ke'k'a, arrrrrrrrrr è prodotto apparentemente dal rumore delle ali quando l'uccello si sposta da un albero all'altro. Il richiamo di allarme è un see-uh leggermente metallico o flautato, che si mischia talvolta a dei cinguettii.

## Biologia

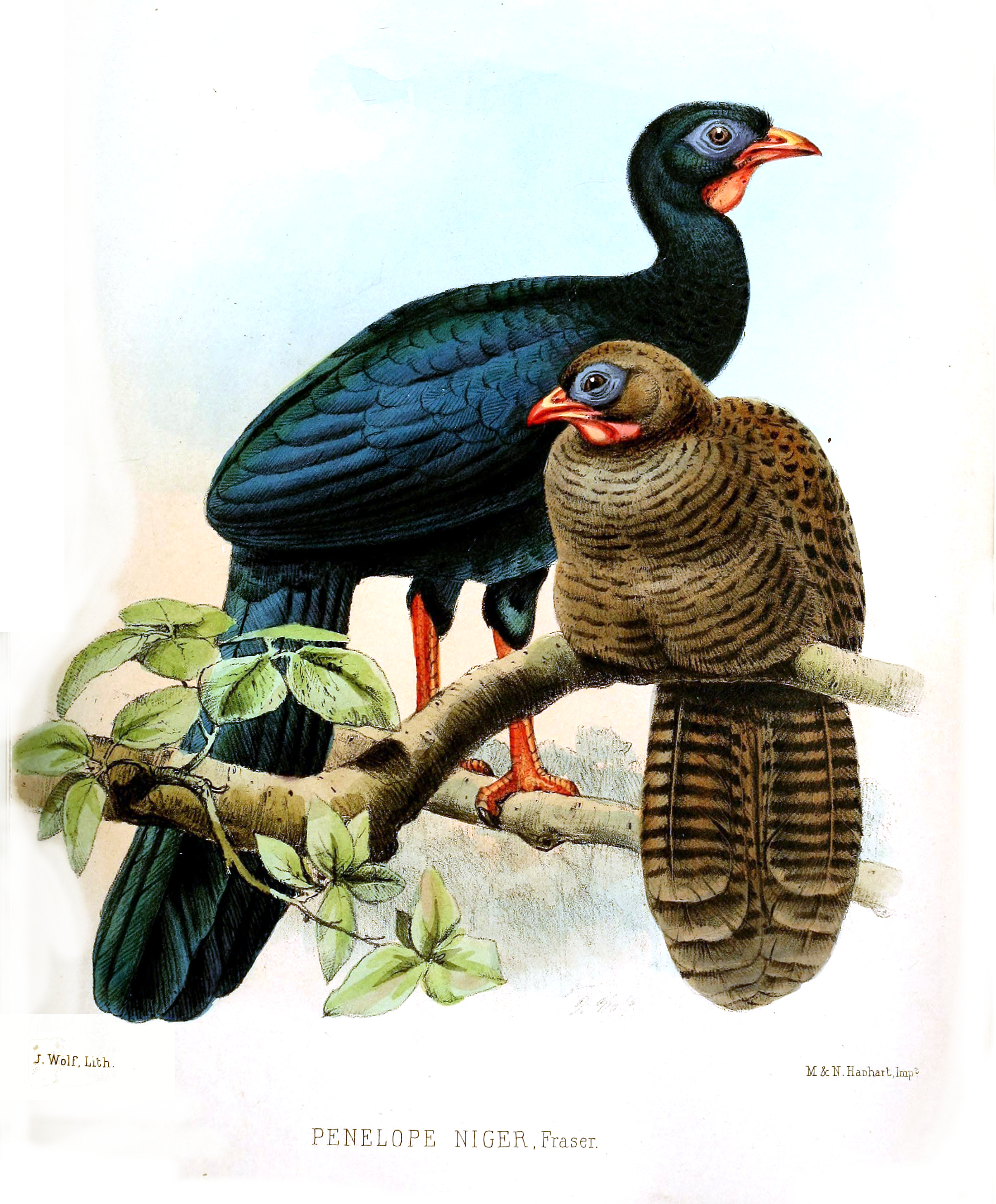
Maschio (blu-nerastro) e femmina (marrone) di penelopina.

Le penelopine vanno in cerca di cibo da sole, in coppia o in piccoli gruppi costituiti da 3 a 4 individui. Spesso praticano questa attività nella penombra. Questi uccelli sono principalmente arboricoli, ma questo non impedisce loro di scendere occasionalmente sul terreno. Delacour sottolinea in particolare che queste penelopi smettono di frequentare gli alberi e rimangono a terra quando allevano la loro covata. Durante questo periodo gli adulti rimangono in silenzio, probabilmente per non attirare i predatori.
Non vi sono segnalazioni riguardo spostamenti o migrazioni locali. Si ritiene che la specie sia sedentaria.

### Alimentazione
La dieta è abbastanza simile a quella delle altre penelopi della famiglia dei Cracidi. Secondo Handbook of the Birds of the World, il menu è composto principalmente da bacche e frutta. Alcuni individui consumano anche topolini e salamandre.

### Riproduzione
La stagione della riproduzione si svolge da marzo a maggio. Dei pulcini sono stati osservati in aprile sia in Guatemala che nella provincia messicana di Oaxaca. Le femmine sembrano essere molto più numerose dei maschi, quindi si ritiene che la specie abbia tendenze poligame. Il nido è una struttura abbastanza grande, sciatta e un po' disordinata. È fatto principalmente di pezzi di legno e altri materiali di origine vegetale ed è foderato all'interno con grandi foglie, piumino e piume della femmina. La maggior parte dei nidi è situata sugli alberi ad un'altezza che varia da 2,5 a 13 metri. Tuttavia, alcuni si trovano in una piccola depressione sul terreno o sotto il ceppo di un albero caduto. La covata è costituita solitamente da due uova di colore prevalentemente bianco che misurano circa 75 millimetri per 50. Le femmine si dedicano da sole alla cova per un periodo del quale non conosciamo la durata. Esse hanno anche il compito di nutrire e allevare i piccoli. Alla nascita, questi ultimi sono ricoperti da un piumino dal colore costituito da un sapiente miscuglio di camoscio e marrone.

## Distribuzione e habitat
La penelopina è originaria dell'America centrale. Il suo areale si estende dal Messico meridionale (Oaxaca, Chiapas), prosegue attraverso Guatemala e Honduras e termina nelle regioni occidentali e settentrionali del Nicaragua. La specie è considerata monotipica. Alcuni specialisti ne distinguono talvolta due sottospecie (P. n. rufescens e P. n. dickeyi) in base al diverso colore della pelle orbitale, ma la loro validità è comunque dubbia.
Le penelopine frequentano le foreste umide di latifoglie situate su colline o montagne della zona subtropicale e temperata, tra i 900 e i 3300 metri di altitudine. In genere preferiscono le zone dove la vegetazione è più fitta e quelle che ricevono una quantità significativa di precipitazioni. Scelgono principalmente le regioni caratterizzate dalle pendici più ripide e dalle gole più profonde. Tuttavia, questi uccelli possono anche essere osservati ed essere presenti in zone più aride, dove la vegetazione è costituita da boschi misti di pini e querce. Le penelopine di solito evitano le piantagioni, anche quelle caratterizzate da una fitta canopia e che producono molta ombra.

## Conservazione
Su Handbook of the Birds of the World la specie è classificata come «prossima alla minaccia» (Near Threatened). Il numero di esemplari è sicuramente diminuito a causa del degrado degli habitat umidi di montagna. In Messico è presente in numero ridotto ed è considerata come locale in Chiapas e nella provincia di Oaxaca. In Guatemala il suo status è abbastanza simile. In Honduras e Nicaragua è piuttosto rara. Nelle regioni dove riesce ad adattarsi meglio, la penelopina può raggiungere un numero massimo di 30 esemplari per chilometro quadrato.
Secondo BirdLife International il suo territorio copre una superficie di 103.000 chilometri quadrati, ma dal momento che il numero di esemplari è in diminuzione la specie è classificata come «vulnerabile» (Vulnerable).